# Sataspes scotti
Sataspes scotti là một loài bướm đêm thuộc họ Sphingidae. Nó được tìm thấy ở tây bắc Ấn Độ.